# 115-ös busz (Budapest, 1984–1992)
A budapesti 115-ös jelzésű autóbusz a Mechanikai Művek és Diósd, Csapágygyár között közlekedett. A viszonylatot a Budapesti Közlekedési Vállalat üzemeltette.

## Története
A 113-as buszok Nagytétény, Angeli utca – Mechanikai Művek között közlekedtek, ugyanezzel a jelzéssel néhány járat a diósdi Csapágygyárig járt. Ez a járat kapta 1984-ben a 115-ös jelzést, hogy ne lehessen összetéveszteni a két járatot. Munkanapokon napi 4, míg hétvégén napi 3 indulása volt, igazodva a műszakváltásokhoz. A járat 1992. május 1-jétől ideiglenesen szünetelt, majd 1994. január 1-jén hivatalosan is megszüntették.

## Útvonala
| Mechanikai Művek felé | Diósd, Csapágygyár felé                                                                   |
| --- | ----------------------------------------------------------------------------------------- |
| Diósd, Csapágygyár vá. – Petőfi Sándor utca – Kossuth utca – Sashegyi út – Balatoni út – Dózsa György út – Mechanikai Művek vá. | Mechanikai Művek vá. – Dózsa György út – Balatoni út – Gyár utca – Diósd, Csapágygyár vá. |

## Megállóhelyei
| 0                                   | Mechanikai Művek végállomás                             | 10 | 87, 113 |
| 1                                   | Kamaraerdei út (↓) Dózsa György út /Kamaraerdei út/ (↑) | 9  | 87, 113 |
| 3                                   | Lőtér                                                   | 8  | 113     |
| 4                                   | Diótörő út                                              | 7  | 113     |
| 6                                   | Nagytétényi út (↓) Szabadság útja (↑)                   | 6  | 13, 113 |
| Budapest–Diósd közigazgatási határa |                                                         |    |         |
| 8                                   | Balatoni út (↓) Sashegyi út (↑)                         | 4  | 13      |
| 9                                   | Gyár utca                                               | ∫  | 13      |
| ∫                                   | Tanácsháza                                              | 2  | 13      |
| ∫                                   | Petőfi Sándor utca                                      | 1  | 13      |
| 10                                  | Diósd, Csapágygyár végállomás                           | 0  | 13      |